# 丹麦—伊朗关系
丹麦—伊朗关系可以追溯到17世紀末。 1691年，一位波斯特使抵达丹麦，當時一艘孟加拉船被丹麦舰队扣押，船上有波斯的货物。波斯特使希望丹麥能歸還這些貨物。
1933年，丹麦在德黑兰设立领事馆，之後领事馆又升级为大使馆。 同年丹麦工程师抵达伊朗，兩國開始技术合作。同年，伊朗當局与丹麦工程公司Kampsax A/S签署建造伊朗縱貫鐵路的合同。 
1958年，伊朗在哥本哈根设立大使馆。
日德蘭郵報穆罕默德漫畫事件發生後，丹麦驻伊朗大使馆遭袭，伊朗宣佈召回該國驻丹麦大使。
2018年10月30日，丹麦安全和情报局指控伊朗情报机构在丹麦开展活动。 丹麦宣佈召回該國驻伊朗大使。 
2022年10月7日伊朗驻丹麦大使馆遭到袭击，大使馆的车辆遭到破坏。伊朗外交部召见丹麦驻伊朗大使，向丹麦提出方抗议。丹麦驻伊朗大使为事件道歉。